# Cartas de Kew
As Cartas de Kew (também conhecidas como Nota Circular de Kew ) foram uma série de cartas escritas pelo stadtholder William V, Príncipe de Orange entre 30 de janeiro e 8 de fevereiro de 1795  no Palácio de Kew, onde permaneceu temporariamente após sua viagem à Inglaterra em 18 de janeiro de 1795. As cartas foram escritas na qualidade de Capitão-Geral da República Holandesa às autoridades civis e militares das províncias da Zelândia e da Frísia (que ainda não haviam capitulado na época), aos oficiais que comandavam os navios holandeses nos portos britânicos e aos governadores coloniais holandeses. Exortou-os a continuar a resistência em cooperação com a Grã-Bretanha contra as forças armadas da República Francesa que invadiram a República Holandesa, com o apoio de revolucionários locais, e o forçaram a fugir para Inglaterra. A maioria das autoridades municipais holandesas se renderam diante de revoltas populares instantâneas inspiradas pela invasão francesa, dando legitimidade a recém fundada República Batava. Em particular, as cartas aos governadores coloniais desempenharam um papel importante, porque lhes ordenaram que entregassem essas colónias aos britânicos.
Os governadores de Malaca, Amboina e Sumatra Ocidental obedeceram sem lutar. Cochin rendeu-se após um breve bombardeio. O resto dos enclaves holandeses no sul da Índia e no litoral do Sri Lanka também foram rapidamente tomados. Noutros lugares, embora os governadores não tenham cumprido a ordem de colocar as suas instalações militares à disposição dos britânicos, muitos ficaram confusos e desmoralizados com as cartas. Isso abriu caminho para a colonização britânica do que hoje são Malásia, Sri Lanka, Guiana e África do Sul.

## Ver Tambem
- Guerras Revolucionárias Francesas
- Império Britânico
- Império Colonial Holandês